# Tournoi pré-olympique de l'AFC 1995-1996
Navigation
Barcelone 1992 Sydney 2000
Le tournoi pré-olympique de l'AFC 1995-1996 a eu pour but de désigner les trois nations qualifiées au sein de la zone Asie pour participer au tournoi final de football, disputé lors des Jeux olympiques d'Atlanta en 1996. Il s'agit de la seconde et dernière édition qui sacre un champion à son terme et c'est la Corée du Sud qui l'emporte.
La phase de qualification asiatique a été jouée entre le 20 mai 1995 et le 27 mars 1996 en trois rondes. Un premier tour réunissant les 25 participants, répartis en huit groupes (sept groupes de trois équipes et un groupe de quatre équipes). Les huit vainqueurs de groupe au terme d'une compétition en matches aller et retour se sont placées pour le tournoi final disputé à Shah Alam en Malaisie par deux groupes de quatre équipes lors d'un tournoi à rencontre unique contre chacun des adversaires. Les deux premiers de chacun de ces deux groupes se sont qualifiés pour les demi-finales dont les deux vainqueurs, ainsi que le gagnant de la rencontre pour la troisième place, sont qualifiés pour les Jeux olympiques d'été de 1996. Au terme de cette phase éliminatoire, la Corée du Sud, le Japon et l'Arabie saoudite ont gagné le droit de disputer le tournoi olympique.

## Pays qualifiés
| Dates                          | Lieu      | Places | Qualifiés                          |
| ------------------------------ | --------- | ------ | ---------------------------------- |
| du 20 mai 1995 au 27 mars 1996 | Shah Alam | 3      | Corée du Sud Japon Arabie saoudite |

## Format des qualifications
Dans les phases de qualification en groupe disputées selon le système de championnat, en cas d’égalité de points de plusieurs équipes à l'issue de la dernière journée, les critères suivants sont appliqués dans l'ordre indiqué pour établir leur classement :
- Meilleure différence de buts,
- Plus grand nombre de buts marqués.

Dans le système à élimination directe, en cas d'égalité parfaite à la fin du temps réglementaire, la mesure suivante est d'application :
- Organisation de prolongations au cours desquelles la règle du but en or est d'application et, au besoin, d'une séance de tirs au but, si les deux équipes sont toujours à égalité au terme des prolongations.

## Villes et stades
Le tournoi final a été disputé à Shah Alam en Malaisie du 16 au 27 mars 1996.
| \| Shah Alam \| |
| Shah Alam       |

| Shah Alam |

## Résultats des qualifications

### Premier tour

#### Groupe A
| Rang | Équipe         | Pts | J | G | N | P | Bp | Bc | Diff |  | Résultats (▼ dom., ► ext.) |     |     |     |
| ---- | -------------- | --- | - | - | - | - | -- | -- | ---- |  | -------------------------- | --- | --- | --- |
| 1    | Chine          | 12  | 4 | 4 | 0 | 0 | 11 | 2  | +9   |  | Chine                      |     | 4-0 | 2-1 |
| 2    | Singapour (en) | 4   | 4 | 1 | 1 | 2 | 3  | 7  | -4   |  | Singapour (en)             | 1-3 |     | 2-0 |
| 3    | Malaisie (en)  | 1   | 4 | 0 | 1 | 3 | 1  | 6  | -5   |  | Malaisie (en)              | 0-2 | 0-0 |     |

##### Détail des rencontres
| 24 juin 1995 | Singapour (en)                  | 2 - 0 | Malaisie (en) | Singapore National Stadium Singapour          |                                               |
| | Lee Man Hon (en) 71e (pen.) 79e | (0 - 0) |               | Spectateurs : 25 000 Arbitrage : Khairul Agil | Spectateurs : 25 000 Arbitrage : Khairul Agil |
| | Rapport                         | |               | Spectateurs : 25 000 Arbitrage : Khairul Agil | Spectateurs : 25 000 Arbitrage : Khairul Agil |
| Rezal Hassan (en) - Zainal (en), Su'ap (en) ( Yusof Hamid), R. Sasikumar (en) 24e, Jumadi 41e - Guzarishah (en), Iskandar, Lee Man Hon (en) ( Imran Rahman), Awang - Pragasam, Fahmie Abdullah | Équipes                         | Azmin Azram (en) 9e - Faizal (en), Suparman (en), Raizuwah, Ching Hong Aik (en) - M. Chandran (en) 61e ( Marzuki ( Raj)), Uzir, Karim (en), Zain - Shaharuddin (en), Zahari |               | Spectateurs : 25 000 Arbitrage : Khairul Agil | Spectateurs : 25 000 Arbitrage : Khairul Agil |

| 2 juillet 1995 | Chine                                                       | 4 - 0 | Singapour (en) | Kunming Tuodong Sports Center (en) Kunming, Chine |                                               |
| | Xie Hui 10e · Yang Chen 19e · Zhuang Yi (en) 34e (pen.) 84e | (3 - 0) |                | Spectateurs : 20 000 Arbitrage : Cha Duk-Hwan     | Spectateurs : 20 000 Arbitrage : Cha Duk-Hwan |
| Sun Gang - Zhu Qi (it), Xiao Jian (it), Li Ming (en), Zhang Enhua - Liu Yue (en), Xie Hui, Shen Si (en), Zhuang Yi (en) - Yang Chen, Zhou Xing ( 64e Peng Weijun (en)) | Équipes                                                     | Rezal Hassan (en) - Jumadi, Iskandar , R. Sasikumar (en), Zainal (en) - Su'ap (en), Lee Man Hon (en) ( 69e Azhar), Guzarishah (en) ( 46e Fahmie Abdullah), Awang - Imran Rahman, Pragasam |                | Spectateurs : 20 000 Arbitrage : Cha Duk-Hwan     | Spectateurs : 20 000 Arbitrage : Cha Duk-Hwan |

| 9 juillet 1995 | Chine                                   | 2 - 1 | Malaisie (en)        | Kunming Tuodong Sports Center (en) Kunming, Chine |                      |
|                | Li Ming (en) 1mt · Peng Weijun (en) 70e | (1 - 0) | M. Chandran (en) 47e | Spectateurs : 35 000                              | Spectateurs : 35 000 |
|                | Rapport                                 | |                      | Spectateurs : 35 000                              | Spectateurs : 35 000 |
|                | Équipes                                 | S. Ragesh - Uzir ( Suparman (en)), Khairil, Rahim, Idris - Faizal (en), Zain, Karim (en) ( Yusri (en)), Ching Hong Aik (en) ( Derus) - M. Chandran (en), Zahari |                      | Spectateurs : 35 000                              | Spectateurs : 35 000 |

| 16 juillet 1995 | Malaisie (en) | 0 - 0 | Singapour (en) | Stadium Merdeka Kuala Lumpur, Malaisie            |                                                   |
| |               | (0 - 0) |                | Spectateurs : 10 000 Arbitrage : Mohamed Al-Majid | Spectateurs : 10 000 Arbitrage : Mohamed Al-Majid |
| | Rapport       | |                | Spectateurs : 10 000 Arbitrage : Mohamed Al-Majid | Spectateurs : 10 000 Arbitrage : Mohamed Al-Majid |
| S. Ragesh 8e - Khairil, Idris , Rahim ( 46e Ahmad), Uzir ( 55e Derus) - Zain, Ching Hong Aik (en), M. Chandran (en) ( 82e Yusri (en)), ? - ?, Zahari | Équipes       | Rezal Hassan (en) - Iskandar, R. Sasikumar (en), Zainal (en) 49e, 50e, Su'ap (en) - Yusof Hamid, Imran Rahman ( Azhar), Lee Man Hon (en), Awang - Pragasam, Fahmie Abdullah |                | Spectateurs : 10 000 Arbitrage : Mohamed Al-Majid | Spectateurs : 10 000 Arbitrage : Mohamed Al-Majid |

| 22 juillet 1995 | Malaisie (en) | 0 - 2 | Chine                         | Stadium Merdeka Kuala Lumpur, Malaisie      |                                             |
| |               | (0 - 1) | Zhang Enhua 32e · Xie Hui 51e | Spectateurs : 1 500 Arbitrage : Kiyoshi Ota | Spectateurs : 1 500 Arbitrage : Kiyoshi Ota |
| S. Ragesh - Khairil, Yusri (en) ( Zain), Faizal (en) 61e, Ching Hong Aik (en) - Karim (en), Zahari ( Shaharuddin (en)), Raizuwah 78e, M. Chandran (en) - Uzir, Suparman (en) ( Derus) | Équipes       | Sun Gang - Zhu Qi (it) ( Chen Gang (en)), Xiao Jian (it), Zhang Enhua, Li Ming (en) - Liu Yue (en), Xie Hui ( Sun Jianjun), Shen Si (en), Zhuang Yi (en) - Yang Chen 80e, Zhou Ning (en) ( Peng Weijun (en)) |                               | Spectateurs : 1 500 Arbitrage : Kiyoshi Ota | Spectateurs : 1 500 Arbitrage : Kiyoshi Ota |

| 29 juillet 1995 | Singapour (en)       | 1 - 3 | Chine                                | Singapore National Stadium Singapour |                     |
| | Lee Man Hon (en) 2mt | (0 - 2) | Yu Genwei 14e 36e · Wu Chengying 88e | Spectateurs : 3 000                  | Spectateurs : 3 000 |
| Rezal Hassan (en) - Iskandar, Salim, Su'ap (en), Sawardi - Imran Rahman ( 74e Azhar), Aqil Yusof, Lee Man Hon (en), Awang - Pragasam ( 84e Sawal), Fahmie Abdullah | Équipes              | Sun Gang - Peng Weijun (en) ( 85e Wu Chengying), Zhu Qi (it), Zhang Enhua, Liu Yue (en) - Xie Hui, Sun Jianjun, Shen Si (en), Yu Genwei - Zhou Ning (en), Chen Gang (en) ( 77e Li Ming (en)) |                                      | Spectateurs : 3 000                  | Spectateurs : 3 000 |

#### Groupe B
Le rencontres allers ont été disputées à Suphanburi en Thaïlande du 26 au 30 mai 1995 et les matches retours à Nagoya au Japon entre le 8 et le 14 juin 1995.
| Rang | Équipe         | Pts | J | G | N | P | Bp | Bc | Diff |  | Résultats (▼ dom., ► ext.) |     |     |     |
| ---- | -------------- | --- | - | - | - | - | -- | -- | ---- |  | -------------------------- | --- | --- | --- |
| 1    | Japon          | 12  | 4 | 4 | 0 | 0 | 16 | 1  | +15  |  | Japon                      |     | 1-0 | 6-0 |
| 2    | Thaïlande (en) | 6   | 4 | 2 | 0 | 2 | 12 | 6  | +6   |  | Thaïlande (en)             | 0-5 |     | 7-0 |
| 3    | Taïwan (en)    | 0   | 4 | 0 | 0 | 4 | 1  | 22 | -21  |  | Taïwan (en)                | 1-4 | 0-5 |     |

##### Détail des rencontres
| 26 mai 1995 | Thaïlande (en) | 0 - 5 | Japon                                                | Suphan Buri Provincial Stadium (en) Suphanburi, Thaïlande |                                                     |
| |                | (0 - 3) | Morioka 13e · Ogura 17e · Jo 43e · Matsubara 60e 88e | Spectateurs : 8 000 Arbitrage : Mohd Nazri Abdullah       | Spectateurs : 8 000 Arbitrage : Mohd Nazri Abdullah |
| Wacharapong (en) - Jaidee , Foythong, Pranupong, Pattanapong (en) - Chukiat (en) , Thawatchai (en), Dusit, Tawan - Samarn ( Jareonwong), Kiatisuk ( Anantachai) | Équipes        | Kawaguchi - Uemura, Shirai, Hattori - Morioka, Tominaga, Michiki, Ito, Maezono ( 79e Yamaguchi) - Ogura ( 58e Matsubara), Jo |                                                      | Spectateurs : 8 000 Arbitrage : Mohd Nazri Abdullah       | Spectateurs : 8 000 Arbitrage : Mohd Nazri Abdullah |

| 28 mai 1995 | Taïwan (en)     | 1 - 4 | Japon                                      | Suphan Buri Provincial Stadium (en) Suphanburi, Thaïlande |                               |
|             | Han Li-shao 58e | (0 - 1) | Maezono 44e 50e (pen.) 54e · Matsubara 81e | Arbitrage : Chaningo Zulkifli                             | Arbitrage : Chaningo Zulkifli |
|             | Équipes         | Kawaguchi - Shirai, Sato (en), Nishigaya - Morioka, Hattori, Michiki, Ito, Maezono - Matsubara, Jo ( 46e Yamaguchi) |                                            | Arbitrage : Chaningo Zulkifli                             | Arbitrage : Chaningo Zulkifli |

| 30 mai 1995 | Thaïlande (en)                                                      | 7 - 0 | Taïwan (en) | Suphan Buri Provincial Stadium (en) Suphanburi, Thaïlande |  |
| | Kiatisuk 4e · Jareonwong 1mt 48e 61e 82e · Tawan 52e · Foythong 70e | (2 - 0) |             |                                                           |  |
| Wacharapong (en) - Pranupong, Yimlamai, Chukiat (en), Foythong - Pattanapong (en), Thawatchai (en), Dusit, Tawan - Kiatisuk, Jareonwong | Équipes                                                             | Tsai Yuan-chu - Tsai Feng-hua, Chang Chia-mia, Wang Hung-yi, Tsai Hu-kao - Chang Chien-chen 37e, Chen Juei-teo, Tsai Jui-chi, Chen Jeng-i (en) - Wang Shin-izong, Han Li-shao |             |                                                           |  |

| 8 juin 1995 | Taïwan (en) | 0 - 5 | Thaïlande (en)                                                     | Mizuho Athletic Stadium Nagoya, Japon |  |
|             |             | (0 - 4) | Ontsomchitr 8e 15e · Jareonwong 18e · Tawan 40e · Jakarat (en) 77e |                                       |  |
|             | Rapport     | |                                                                    |                                       |  |
|             | Équipes     | Wacharapong (en) - Jakarat (en), Yimlamai, Ontsomchitr, Foythong - Pattanapong (en), Thawatchai (en), Dusit, Tawan - Kiatisuk, Jareonwong |                                                                    |                                       |  |

| 11 juin 1995 | Japon                                                              | 6 - 0   | Taïwan (en) | Mizuho Athletic Stadium Nagoya, Japon          |                                                |
| | Matsubara 33e 83e · Yasunaga 46e · Jo 63e · Maezono 80e (pen.) 82e | (1 - 0) |             | Spectateurs : 20 206 Arbitrage : Byung-Ho Kang | Spectateurs : 20 206 Arbitrage : Byung-Ho Kang |
| | Rapport                                                            |         |             | Spectateurs : 20 206 Arbitrage : Byung-Ho Kang | Spectateurs : 20 206 Arbitrage : Byung-Ho Kang |
| Kawaguchi - Shirai, Uemura ( 46e Yasunaga), Tominaga - Morioka, Hattori, Michiki ( 74e Nakanishi), Ito, Maezono - Matsubara, Jo | Équipes                                                            |         |             | Spectateurs : 20 206 Arbitrage : Byung-Ho Kang | Spectateurs : 20 206 Arbitrage : Byung-Ho Kang |

| 14 juin 1995 | Japon   | 1 - 0   | Thaïlande (en) | Mizuho Athletic Stadium Nagoya, Japon         |                                               |
| | Jo 38e  | (1 - 0) |                | Spectateurs : 18 110 Arbitrage : Yukichi Feng | Spectateurs : 18 110 Arbitrage : Yukichi Feng |
| Kawaguchi - Shirai, Uemura, Tominaga - Morioka, Hattori, Michiki, Ito, Maezono - Matsubara, Jo ( 54e Nakanishi) | Équipes |         |                | Spectateurs : 18 110 Arbitrage : Yukichi Feng | Spectateurs : 18 110 Arbitrage : Yukichi Feng |

#### Groupe C
| Rang | Équipe         | Pts | J | G | N | P | Bp | Bc | Diff |  | Résultats (▼ dom., ► ext.) |     |     |     |
| ---- | -------------- | --- | - | - | - | - | -- | -- | ---- |  | -------------------------- | --- | --- | --- |
| 1    | Corée du Sud   | 12  | 4 | 4 | 0 | 0 | 15 | 1  | +14  |  | Corée du Sud               |     | 1-0 | 7-0 |
| 2    | Indonésie      | 6   | 4 | 2 | 0 | 2 | 6  | 4  | +2   |  | Indonésie                  | 1-2 |     | 1-0 |
| 3    | Hong Kong (en) | 0   | 4 | 0 | 0 | 4 | 1  | 17 | -16  |  | Hong Kong (en)             | 0-5 | 1-4 |     |

##### Détail des rencontres
| 21 mai 1995 | Hong Kong (en) | 0 - 5 | Corée du Sud                                                                                 | Mong Kok Stadium Kowloon, Hong Kong               |                                                   |
| |                | (0 - 3) | Woo Sung-yong (en) 7e · Choi Yong-soo 16e 44e (pen.) · Lee Ki-hyung 48e · Yoon Jong-hwan 68e | Spectateurs : 3 000 Arbitrage : Russamee Jindamai | Spectateurs : 3 000 Arbitrage : Russamee Jindamai |
| Lok Kar Win ( 46e Roseburg ) - Lee Wai Man, Dunn, Soh Chi Cheung, Cheung Heung Fai - Yau Kin Wai (en), Poon Man Tik (en), Cheung Sai Ho (en), Lau Tik Lun ( 46e Kam Wing Lo) - Chan Chi Keung, Wai Kwan Lung ( 46e Yong Ching Qong) | Équipes        | Seo Dong-myung ( 60e Lee Woon-jae ) - Kim Hyun-soo (en), Choi Yoon-yeol (en), Cho Jong-hwa (ko), Lee Ki-hyung, Park Choong-kyun - Yoon Jong-hwan, Woo Sung-yong (en), Cho Hyun-doo (en) - Kim Dae-eui ( 46e Lee Woo-young (en)), Choi Yong-soo ( 64e Hwang Yeon-seok (en)) |                                                                                              | Spectateurs : 3 000 Arbitrage : Russamee Jindamai | Spectateurs : 3 000 Arbitrage : Russamee Jindamai |

| 25 mai 1995 | Indonésie           | 1 - 2 | Corée du Sud          | Utama Senayan Stadium Jakarta, Indonésie             |                                                      |
| | Indriyanto (en) 65e | (0 - 1) | Choi Yong-soo 42e 50e | Spectateurs : 104 000 Arbitrage : Subramaniam Nathan | Spectateurs : 104 000 Arbitrage : Subramaniam Nathan |
| Kurnia (en) - Eko (en), Tecuari (en), Ma'ruf (en), Utomo - Kurnislou, Bima, Supriyanto (en), Dayat - Indriyanto (en) 80e ( 80e Nurul (id)), Kurniawan (en) | Équipes             | Seo Dong-myung ( 29e Lee Woon-jae ) - Kim Hyun-soo (en), Choi Yoon-yeol (en), Cho Jong-hwa (ko), Lee Ki-hyung, Park Choong-kyun ( 46e Choi Sung-yong) - Yoon Jong-hwan ( 71e Kim Dae-Shik), Woo Sung-yong (en) 65e - Cho Hyun-doo (en), Kim Dae-eui, Choi Yong-soo 55e |                       | Spectateurs : 104 000 Arbitrage : Subramaniam Nathan | Spectateurs : 104 000 Arbitrage : Subramaniam Nathan |

| 30 mai 1995 | Indonésie          | 1 - 0   | Hong Kong (en) | Utama Senayan Stadium Jakarta, Indonésie |  |
|             | Kurniawan (en) 10e | (1 - 0) |                |                                          |  |

| 19 août 1995 | Corée du Sud                                                                                        | 7 - 0   | Hong Kong (en) | Gwangju Mudeung Stadium (en) Gwangju, Corée du Sud |                                                   |
| | Park Choong-kyun 7e · Cho Hyun-doo (en) 30e · Choi Yong-soo 34e 61e 69e 78e · Lee Won-shik (en) 82e | (3 - 0) |                | Spectateurs : 7 238 Arbitrage : Shin'ichirō Obata  | Spectateurs : 7 238 Arbitrage : Shin'ichirō Obata |
| Seo Dong-myung ( 72e Lee Woon-jae ) - Kim Hyun-soo (en), Cho Jong-hwa (ko), Lee Ki-hyung, Park Choong-kyun - Kim Sang-hoon (en) ( 70e Lee Kyung-soo (en)), Choi Sung-yong, Yoon Jong-hwan - Cho Hyun-doo (en), Choi Yong-soo, Woo Sung-yong (en) ( 67e Lee Won-shik (en)) | Équipes                                                                                             |         |                | Spectateurs : 7 238 Arbitrage : Shin'ichirō Obata  | Spectateurs : 7 238 Arbitrage : Shin'ichirō Obata |

| 22 août 1995 | Corée du Sud          | 1 - 0 | Indonésie | Dongdaemun Stadium Séoul, Corée du Sud           |                                                  |
| | Cho Hyun-doo (en) 41e | (1 - 0) |           | Spectateurs : 21 438 Arbitrage : Chuang Chin-fan | Spectateurs : 21 438 Arbitrage : Chuang Chin-fan |
| Seo Dong-myung - Kim Hyun-soo (en), Park Choong-kyun ( 66e Kim Dae-Shik), Lee Kyung-soo (en), Cho Jong-hwa (ko), Kim Sang-hoon (en) - Choi Sung-yong, Lee Ki-hyung, Yoon Jong-hwan - Cho Hyun-doo (en), Choi Yong-soo | Équipes               | Kurnia (en) - Gusnedi (id), Tumena (en), Ma'ruf (en), Tecuari (en) - Bima, Supriyono (en), Arsyad, Dayat - Indriyanto (en), Kurniawan (en) |           | Spectateurs : 21 438 Arbitrage : Chuang Chin-fan | Spectateurs : 21 438 Arbitrage : Chuang Chin-fan |

| 26 août 1995 | Hong Kong (en)         | 1 - 4   | Indonésie                                                 | Mong Kok Stadium Kowloon, Hong Kong |  |
|              | Chan Chi Hong (en) 45e | (1 - 4) | Indriyanto (en) 28e · Kurniawan (en) 29e 33e · Arsyad 44e |                                     |  |

#### Groupe D
| Rang | Équipe        | Pts | J | G | N | P | Bp | Bc | Diff |  | Résultats (▼ dom., ► ext.) |     |     |     |
| ---- | ------------- | --- | - | - | - | - | -- | -- | ---- |  | -------------------------- | --- | --- | --- |
| 1    | Oman (en)     | 12  | 4 | 4 | 0 | 0 | 13 | 3  | +10  |  | Oman (en)                  |     | 3-2 | 6-0 |
| 2    | Inde (en)     | 6   | 4 | 2 | 0 | 2 | 8  | 7  | +1   |  | Inde (en)                  | 1-2 |     | 3-1 |
| 3    | Pakistan (en) | 0   | 4 | 0 | 0 | 4 | 2  | 13 | -11  |  | Pakistan (en)              | 0-2 | 1-2 |     |

##### Détail des rencontres
| 7 octobre 1995 | Pakistan (en) | 0 - 2   | Oman (en) | Qayyum Stadium (en) Peshawar, Pakistan |
|                |               | (? - ?) |           |                                        |

| 11 octobre 1995 | Pakistan (en) | 1 - 2   | Inde (en)                 | Qayyum Stadium (en) Peshawar, Pakistan |                     |
|                 | Ayub Alam ??  | (? - ?) | Pasha (en) ?? · Bhutia ?? | Spectateurs : 2 000                    | Spectateurs : 2 000 |

| 18 octobre 1995 | Oman (en)                                     | 3 - 2   | Inde (en)             | Sultan Qaboos Sports Complex Mascate, Oman |               |
|                 | Yousif Saleh 52e ?? (pén.) · Said Shaaban 90e | (0 - 1) | Singh 35e · Bhutia ?? | Arbitrage : ?                              | Arbitrage : ? |

| 22 octobre 1995 | Inde (en)                                              | 3 - 1   | Pakistan (en) | Fatorda Stadium Margao, Inde |  |
|                 | Mondal 49e · Ancheri (en) 76e (pen.) · Chakraborty 90e | (0 - 0) | Khan ??       |                              |  |

| 25 octobre 1995 | Oman (en) | 6 - 0   | Pakistan (en) | Sultan Qaboos Sports Complex Mascate, Oman |
|                 |           | (? - ?) |               |                                            |

| 29 octobre 1995 | Inde (en)      | 1 - 2   | Oman (en)                            | Fatorda Stadium Margao, Inde |                            |
|                 | Pasha (en) 37e | (1 - 1) | Kumar 13e (csc) · Salim Abdullah 76e | Arbitrage : Siamak Bakhshi   | Arbitrage : Siamak Bakhshi |

#### Groupe E
| Rang | Équipe            | Pts | J | G | N | P | Bp | Bc | Diff |  | Résultats (▼ dom., ► ext.) |     |     |     |     |
| ---- | ----------------- | --- | - | - | - | - | -- | -- | ---- |  | -------------------------- | --- | --- | --- | --- |
| 1    | Kazakhstan        | 16  | 6 | 5 | 1 | 0 | 19 | 5  | +14  |  | Kazakhstan                 |     | 3-1 | 3-1 | 6-0 |
| 2    | Ouzbékistan       | 10  | 6 | 3 | 1 | 2 | 12 | 8  | +4   |  | Ouzbékistan                | 1-2 |     | 2-0 | 2-1 |
| 3    | Tadjikistan (en)  | 4   | 6 | 1 | 1 | 4 | 9  | 14 | -5   |  | Tadjikistan (en)           | 0-3 | 1-1 |     | 3-0 |
| 4    | Kirghizistan (en) | 4   | 6 | 1 | 1 | 4 | 9  | 22 | -13  |  | Kirghizistan (en)          | 2-2 | 1-5 | 5-4 |     |

##### Détail des rencontres
| 20 mai 1995 | Kirghizistan (en)     | 1 - 5   | Ouzbékistan                                             | Spartak Stadium Bichkek, Kirghizistan |  |
|             | Dzhumakeev 87e (pen.) | (0 - 2) | Nazarov (en) 21e 58e · Kutybaev 67e 80e · Ni 41e (pen.) |                                       |  |

| 20 mai 1995 | Tadjikistan (en) | 0 - 3 | Kazakhstan                                                    | Central Republican Stadium Douchanbé, Tadjikistan       |                                                         |
| |                  | (0 - 2) | Litvinenko (en) 22e · Klishin (en) 38e · Konstantin Kotov 85e | Spectateurs : 18 000 Arbitrage : Ibrahim Abharan Alvari | Spectateurs : 18 000 Arbitrage : Ibrahim Abharan Alvari |
| Barotov - Tcherevtchenko, Kurbanov, Knyazev (en), ? - Khodjaev, Tukhtaev (en), Kamilov, Idiev - Jabborov (en), Tagaev | Équipes          | Nenashev - Gumar (en), Konovalenko (pl), Maslyonov, Niyazymbetov - Klishin (en), Galchenko, Zheylitbaev (ru), Vorogovsky (ru) - Litvinenko (en) ( 75e Kotov), Egorov ( 65e Gychay) |                                                               | Spectateurs : 18 000 Arbitrage : Ibrahim Abharan Alvari | Spectateurs : 18 000 Arbitrage : Ibrahim Abharan Alvari |

| 10 juin 1995 | Kirghizistan (en)            | 2 - 2   | Kazakhstan                             | Spartak Stadium Bichkek, Kirghizistan |  |
|              | Chertkov 29e · Ishenbaev 82e | (1 - 1) | Zheylitbaev (ru) 4e · Klishin (en) 60e |                                       |  |

| 10 juin 1995 | Ouzbékistan                 | 2 - 0   | Tadjikistan (en) | Paxtakor Markaziy Stadioni Tachkent, Ouzbékistan |  |
|              | Kutybaev 60e · Kurbanov 85e | (0 - 0) |                  |                                                  |  |

| 24 juin 1995 | Ouzbékistan      | 1 - 2   | Kazakhstan              | Paxtakor Markaziy Stadioni Tachkent, Ouzbékistan |  |
|              | Nazarov (en) 70e | (0 - 1) | Litvinenko (en) 10e 81e |                                                  |  |

| 24 juin 1995 | Tadjikistan (en) | 3 - 0   | Kirghizistan (en) | Central Republican Stadium Douchanbé, Tadjikistan |
|              |                  | (? - ?) |                   |                                                   |

| 12 août 1995 | Ouzbékistan                          | 2 - 1   | Kirghizistan (en) | Paxtakor Markaziy Stadioni Tachkent, Ouzbékistan |  |
|              | Sharipov (en) 29e · Nazarov (en) 85e | (1 - 0) | Sardarov ??       |                                                  |  |

| 12 août 1995 | Kazakhstan                            | 3 - 1   | Tadjikistan (en)   | Almaty Central Stadium Almaty, Kazakhstan |  |
|              | Litvinenko (en) 46e 90e · Luchkin 76e | (0 - 0) | Tcherevtchenko 51e |                                           |  |

| 2 septembre 1995 | Kazakhstan                                                          | 6 - 0   | Kirghizistan (en) | Almaty Central Stadium Almaty, Kazakhstan |  |
|                  | Litvinenko (en) 10e 37e 49e · Grokhovsky (en) 67e 73e · Luchkin 85e | (2 - 0) |                   |                                           |  |

| 2 septembre 1995 | Tadjikistan (en) | 1 - 1   | Ouzbékistan      | Central Republican Stadium Douchanbé, Tadjikistan |  |
|                  | ? ??             | (? - ?) | Nazarov (en) 10e |                                                   |  |

| 7 octobre 1995 | Kirghizistan (en)                                | 5 - 4   | Tadjikistan (en)          | Spartak Stadium Bichkek, Kirghizistan |  |
|                | Dzhumakeev ?? · Shcherbina ?? · Pryanishnikov ?? | (? - ?) | ? ?? · ? ?? · ? ?? · ? ?? |                                       |  |

| 7 octobre 1995 | Kazakhstan                                   | 3 - 1   | Ouzbékistan  | Almaty Central Stadium Almaty, Kazakhstan |  |
|                | Litvinenko (en) 8e 70e · Grokhovsky (en) 59e | (1 - 0) | Musabaev 84e |                                           |  |

#### Groupe F
| Rang | Équipe          | Pts | J | G | N | P | Bp | Bc | Diff |  | Résultats (▼ dom., ► ext.) |     |     |     |
| ---- | --------------- | --- | - | - | - | - | -- | -- | ---- |  | -------------------------- | --- | --- | --- |
| 1    | Arabie saoudite | 10  | 4 | 3 | 1 | 0 | 4  | 0  | +4   |  | Arabie saoudite            |     | 0-0 | 2-0 |
| 2    | Koweït (en)     | 5   | 4 | 1 | 2 | 1 | 3  | 3  | 0    |  | Koweït (en)                | 0-1 |     | 2-2 |
| 3    | Syrie (en)      | 1   | 4 | 0 | 1 | 3 | 2  | 6  | -4   |  | Syrie (en)                 | 0-1 | 0-1 |     |

##### Détail des rencontres
| 24 août 1995 | Arabie saoudite      | 2 - 0   | Syrie (en) | King Fahd Stadium (en) Taëf, Arabie saoudite |  |
|              | al-Ghesheyan 60e 70e | (0 - 0) |            |                                              |  |

| 31 août 1995 | Koweït (en) | 0 - 1   | Arabie saoudite | Al-Sadaqua Walsalam Stadium (en) Koweït, Koweït |  |
|              |             | (0 - 1) | al-Dosari 24e   |                                                 |  |
|              | Rapport     |         |                 |                                                 |  |

| 8 septembre 1995 | Syrie (en) | 0 - 1   | Koweït (en) | Stade des Abbassides Damas, Syrie |  |
|                  |            | (0 - 1) | Raffa'a 9e  |                                   |  |

| 15 septembre 1995 | Syrie (en) | 0 - 1   | Arabie saoudite | Stade des Abbassides Damas, Syrie |
|                   |            | (? - ?) |                 |                                   |

| 21 septembre 1995 | Arabie saoudite | 0 - 0   | Koweït (en) | King Fahd Stadium (en) Taëf, Arabie saoudite |
|                   |                 | (0 - 0) |             |                                              |

| 28 septembre 1995 | Koweït (en) | 2 - 2   | Syrie (en)                         | Al-Sadaqua Walsalam Stadium (en) Koweït, Koweït |  |
|                   | ? ?? · ? ?? | (? - ?) | Makhlouf (en) ?? · Al Agha (en) ?? |                                                 |  |

#### Groupe G
| Rang | Équipe              | Pts | J | G | N | P | Bp | Bc | Diff |  | Résultats (▼ dom., ► ext.) |     |     |     |
| ---- | ------------------- | --- | - | - | - | - | -- | -- | ---- |  | -------------------------- | --- | --- | --- |
| 1    | Émirats arabes unis | 8   | 4 | 2 | 2 | 0 | 5  | 3  | +2   |  | Émirats arabes unis        |     | 1-0 | 2-1 |
| 2    | Iran (en)           | 7   | 4 | 2 | 1 | 1 | 9  | 4  | +5   |  | Iran (en)                  | 1-1 |     | 4-0 |
| 3    | Turkménistan (en)   | 1   | 4 | 0 | 1 | 3 | 4  | 11 | -7   |  | Turkménistan (en)          | 1-1 | 2-4 |     |

##### Détail des rencontres
| 13 septembre 1995 | Turkménistan (en) | 2 - 4   | Iran (en) | Nisa-Çandybil Stadium (en) Achgabat, Turkménistan |
|                   |                   | (? - ?) |           |                                                   |

| 23 septembre 1995 | Émirats arabes unis | 2 - 1   | Turkménistan (en) | Stade Cheikh Zayed Abou Dabi, Abou Dabi |
|                   |                     | (? - ?) |                   |                                         |

| 29 septembre 1995 | Iran (en)      | 1 - 1   | Émirats arabes unis | Aryamehr Stadium Téhéran, Iran              |                                             |
|                   | Mahdavikia 33e | (1 - 1) | Al-Anwari 15e       | Spectateurs : 85 000 Arbitrage : Jingyin Yu | Spectateurs : 85 000 Arbitrage : Jingyin Yu |

| 5 octobre 1995 | Iran (en) | 4 - 0   | Turkménistan (en) | Aryamehr Stadium Téhéran, Iran |
|                |           | (? - ?) |                   |                                |

| 15 octobre 1995 | Turkménistan (en) | 1 - 1   | Émirats arabes unis | Nisa-Çandybil Stadium (en) Achgabat, Turkménistan |
|                 |                   | (? - ?) |                     |                                                   |

| 22 octobre 1995 | Émirats arabes unis | 1 - 0   | Iran (en) | Stade Cheikh Zayed Abou Dabi, Abou Dabi |  |
|                 | Hassan Said 7e      | (1 - 0) |           |                                         |  |

#### Groupe H
| Rang | Équipe        | Pts | J | G | N | P | Bp | Bc | Diff |  | Résultats (▼ dom., ► ext.) |     |     |     |
| ---- | ------------- | --- | - | - | - | - | -- | -- | ---- |  | -------------------------- | --- | --- | --- |
| 1    | Irak          | 8   | 4 | 2 | 2 | 0 | 8  | 3  | +5   |  | Irak                       |     | 3-2 | 1-1 |
| 2    | Qatar         | 7   | 4 | 2 | 1 | 1 | 8  | 6  | +2   |  | Qatar                      | 0-0 |     | 4-2 |
| 3    | Jordanie (en) | 1   | 4 | 0 | 1 | 3 | 4  | 11 | -7   |  | Jordanie (en)              | 0-4 | 1-2 |     |

##### Détail des rencontres
| 15 septembre 1995 | Jordanie (en) | 1 - 2   | Qatar                     | Stade international d'Amman Amman, Jordanie |  |
|                   | Al Shaib 67e  | (0 - 1) | Bakhit 39e · Al Enazi 55e |                                             |  |
|                   | Rapport       |         |                           |                                             |  |

| 22 septembre 1995 | Qatar | 0 - 0   | Irak | Khalifa International Stadium Doha, Qatar |
|                   |       | (0 - 0) |      |                                           |

| 29 septembre 1995 | Jordanie (en) | 0 - 4   | Irak                                     | Stade international d'Amman Amman, Jordanie |                              |
|                   |               | (0 - 3) | Fawzi 3e · Kathir 20e 86e · Al Qahib 43e | Arbitrage : Ahmad Nabil Ayad                | Arbitrage : Ahmad Nabil Ayad |
|                   | Rapport       |         |                                          | Arbitrage : Ahmad Nabil Ayad                | Arbitrage : Ahmad Nabil Ayad |

| 6 octobre 1995 | Qatar                                                | 4 - 2   | Jordanie (en)              | Khalifa International Stadium Doha, Qatar       |                                                 |
|                | Adel Ahmed ?? · Al-Binali (en) ?? · Al Shafi (en) ?? | (? - ?) | Hantache ?? · Al Tamimi ?? | Spectateurs : 20 000 Arbitrage : Fayez Al-Bitar | Spectateurs : 20 000 Arbitrage : Fayez Al-Bitar |
|                | Rapport                                              |         |                            | Spectateurs : 20 000 Arbitrage : Fayez Al-Bitar | Spectateurs : 20 000 Arbitrage : Fayez Al-Bitar |

| 13 octobre 1995 | Irak                            | 3 - 2   | Qatar            | Al-Shaab Stadium Bagdad, Irak |                       |
|                 | Chathir (en) ?? · Muhannadom ?? | (? - ?) | Al Enazi 47e 72e | Arbitrage : Nems Nems         | Arbitrage : Nems Nems |
|                 | Rapport                         |         |                  | Arbitrage : Nems Nems         | Arbitrage : Nems Nems |

| 20 octobre 1995 | Irak          | 1 - 1   | Jordanie (en)   | Al-Shaab Stadium Bagdad, Irak |  |
|                 | Muhannadom ?? | (? - ?) | Mazen Anbar 65e |                               |  |

### Tournoi final
Le tournoi final a été disputé à Shah Alam en Malaisie du 16 au 27 mars 1996.

#### Groupe 1
| Rang | Équipe              | Pts | J | G | N | P | Bp | Bc | Diff |  | Résultats (▼ dom., ► ext.) |  |     |     |     |
| ---- | ------------------- | --- | - | - | - | - | -- | -- | ---- |  | -------------------------- |  | --- | --- | --- |
| 1    | Japon               | 7   | 3 | 2 | 1 | 0 | 6  | 2  | +4   |  | Japon                      |  | 1-1 | 4-1 | 1-0 |
| 2    | Irak                | 7   | 3 | 2 | 1 | 0 | 5  | 2  | +3   |  | Irak                       |  |     | 1-0 | 3-1 |
| 3    | Oman (en)           | 3   | 3 | 1 | 0 | 2 | 4  | 6  | -2   |  | Oman (en)                  |  |     |     | 3-1 |
| 4    | Émirats arabes unis | 0   | 3 | 0 | 0 | 3 | 2  | 7  | -5   |  | Émirats arabes unis        |  |     |     |     |

##### Détail des rencontres
| 1ère journée                    | Irak | 1 - 1   | Japon                                                                                        | Shah Alam Stadium Shah Alam, Malaisie |                      |
| 16 mars 1996 20:00 heure locale | Wahaib (en) 58e | (0 - 1) | Jo 28e                                                                                       | Spectateurs : 10 000                  | Spectateurs : 10 000 |
| 16 mars 1996 20:00 heure locale | Abbas - Khudhair (en), Sabbar (en), Saadoun (en), Salem (en) - Musharraf, Obeid (en), Wahaib (en) , Chathir (en) ( 85e Fawzi) - Lewis ( 46e Ali), Mahmoud (en) | Équipes | Kawaguchi - Suzuki, Kikuchi, Tanaka, Uemura - Ito, Morioka, Hironaga, Nakata - Jo, Matsubara | Spectateurs : 10 000                  | Spectateurs : 10 000 |

| 16 mars 1996       | Émirats arabes unis | 1 - 3   | Oman (en) | Shah Alam Stadium Shah Alam, Malaisie |                            |
| 22:00 heure locale | Saeed 3e | (1 - 1) | K. Al-Araimi 39e 66e (pen.) · S. Al Habsi 89e | Arbitrage : Hossein Asgari            | Arbitrage : Hossein Asgari |
| 22:00 heure locale | J. Yousif - M. Abdulla, E. Mubarak , M. Ahmed, A. Bakr - H. Ahmed, A. Abdulla, I. Ahmed, A. Ghawas - M. Ismail, A. Ahmed | Équipes | S. Albari - K. Al Araimi, S. Al Kathiri, S. Al Raimi 78e, T. Al Balushi - S. Al Hur, M. Al Araimi, S. Al Busaidy, H. Al Araimi - Y. Al Alawi, D. Al Mukhaini ( S. Al Habsi) | Arbitrage : Hossein Asgari            | Arbitrage : Hossein Asgari |

| 3ème journée                    | Irak | 3 - 1   | Émirats arabes unis | Shah Alam Stadium Shah Alam, Malaisie              |                                                    |
| 18 mars 1996 20:00 heure locale | Wahaib (en) 31e · Fawzi 51e · Chathir (en) 89e | (1 - 1) | A. Ahmed 10e (pen.) | Spectateurs : 7 000 Arbitrage : Ayad Mohamed Nabil | Spectateurs : 7 000 Arbitrage : Ayad Mohamed Nabil |
| 18 mars 1996 20:00 heure locale | Abbas - Khudhair (en) , 47e, Alewi, Sabbar (en), Saadoun (en) - Obeid (en) ( 65e Alwan ), Wahaib (en) ( 77e Salem (en)), Chathir (en) , Mahmoud (en) - Fawzi ( 60e Musharraf), Ali | Équipes | J. Yousif - M. Abdulla, E. Mubarak , J. Al Hosani, M. Ahmed - A. Bakr, A. Abdulla, I. Ahmed, A. Ghawas - M. Ismail, A. Ahmed | Spectateurs : 7 000 Arbitrage : Ayad Mohamed Nabil | Spectateurs : 7 000 Arbitrage : Ayad Mohamed Nabil |

| 18 mars 1996       | Japon                                                                                       | 4 - 1   | Oman (en) | Shah Alam Stadium Shah Alam, Malaisie         |                                               |
| 22:00 heure locale | Maezono 19e (pen.) 39e · Jo 50e · Nakata 68e                                                | (2 - 1) | D. Al Mukhaini 34e | Spectateurs : 12 000 Arbitrage : Saïd Belqola | Spectateurs : 12 000 Arbitrage : Saïd Belqola |
| 22:00 heure locale | Rapport                                                                                     |         | | Spectateurs : 12 000 Arbitrage : Saïd Belqola | Spectateurs : 12 000 Arbitrage : Saïd Belqola |
| 22:00 heure locale | Kawaguchi - Shirai, Kikuchi, Tanaka, Uemura - Maezono , Ito, Morioka, Hironaga, Nakata - Jo | Équipes | S. Albari - K. Al Araimi, A. Mukhaini, T. Al Balushi, S. Al Hur - M. Al Araimi, S. Al Busaidy, H. Al Araimi, Y. Al Alawi - D. Al Mukhaini, O. Atiq | Spectateurs : 12 000 Arbitrage : Saïd Belqola | Spectateurs : 12 000 Arbitrage : Saïd Belqola |

| 5ème journée                    | Japon                                                                                    | 1 - 0   | Émirats arabes unis | Shah Alam Stadium Shah Alam, Malaisie        |                                              |
| 20 mars 1996 20:00 heure locale | Uemura 23e                                                                               | (1 - 0) | | Spectateurs : 12 000 Arbitrage : Manie Saadi | Spectateurs : 12 000 Arbitrage : Manie Saadi |
| 20 mars 1996 20:00 heure locale | Kawaguchi - Shirai, Tanaka, Maezono , Uemura - Ito, Michiki, Endō, Hironaga, Nakata - Jo | Équipes | J. Yousif - M. Abdulla, E. Mubarak , J. Al Hosani, A. Bakr - H. Ahmed 87e, A. Abdulla, J. Jasim, A. Ghawas - A. Saleh 62e, M. Ismail | Spectateurs : 12 000 Arbitrage : Manie Saadi | Spectateurs : 12 000 Arbitrage : Manie Saadi |

| 20 mars 1996       | Irak | 1 - 0   | Oman (en) | Shah Alam Stadium Shah Alam, Malaisie |                     |
| 22:00 heure locale | Chathir (en) 62e | (0 - 0) | | Spectateurs : 6 000                   | Spectateurs : 6 000 |
| 22:00 heure locale | Abbas - Alewi , Sabbar (en), Saadoun (en), Obeid (en) ( 55e Salem (en)), Wahaib (en) ( 73e Lewis), Chathir (en), Alwan, Mahmoud (en), Fawzi ( 89e Jawdiun), Ali | Équipes | A. Al Alawi - K. Al Araimi, S. Kathiri, A. Mukhaini, S. Al Hur - M. Al Araimi, S. Al Busaidy, S. Al Habsi, Y. Al Alawi - D. Al Mukhaini, O. Atiq | Spectateurs : 6 000                   | Spectateurs : 6 000 |

#### Groupe 2
| Rang | Équipe          | Pts | J | G | N | P | Bp | Bc | Diff |  | Résultats (▼ dom., ► ext.) |  |     |     |     |
| ---- | --------------- | --- | - | - | - | - | -- | -- | ---- |  | -------------------------- |  | --- | --- | --- |
| 1    | Corée du Sud    | 7   | 3 | 2 | 1 | 0 | 6  | 2  | +4   |  | Corée du Sud               |  | 1-1 | 3-0 | 2-1 |
| 2    | Arabie saoudite | 5   | 3 | 1 | 2 | 0 | 6  | 2  | +4   |  | Arabie saoudite            |  |     | 1-1 | 4-0 |
| 3    | Chine           | 4   | 3 | 1 | 1 | 1 | 5  | 6  | -1   |  | Chine                      |  |     |     | 4-2 |
| 4    | Kazakhstan      | 0   | 3 | 0 | 0 | 3 | 3  | 10 | -7   |  | Kazakhstan                 |  |     |     |     |

##### Détail des rencontres
| 2ème journée                    | Kazakhstan | 2 - 4   | Chine | Shah Alam Stadium Shah Alam, Malaisie     |                                           |
| 17 mars 1996 20:00 heure locale | Niyazymbetov 33e · Yablochkin (en) 67e | (1 - 1) | Xie Hui 45e · Yao Xia (en) 50e · Yu Genwei 81e · Peng Weijun (en) 88e (pen.) | Spectateurs : 8 000 Arbitrage : Saad Mane | Spectateurs : 8 000 Arbitrage : Saad Mane |
| 17 mars 1996 20:00 heure locale | Rapport |         | | Spectateurs : 8 000 Arbitrage : Saad Mane | Spectateurs : 8 000 Arbitrage : Saad Mane |
| 17 mars 1996 20:00 heure locale | Yektorov - Gumar (en), Orlov, Galchenko, Niyazymbetov - Klishin (en), Litvinenko (en), Grokhovsky (en), Avdeev (en) - Yablochkin (en), Zheylitbaev (ru) | Équipes | Sun Gang - Li Ming (en), Zhu Qi (it), Zhang Enhua , Liu Yue (en) - Sun Jianjun, Yao Xia (en) ( 79e Yu Genwei), Yang Chen , Shen Si (en) ( 40e Peng Weijun (en)) - Tan Ende (en), Xie Hui | Spectateurs : 8 000 Arbitrage : Saad Mane | Spectateurs : 8 000 Arbitrage : Saad Mane |

| 17 mars 1996       | Corée du Sud | 1 - 1   | Arabie saoudite | Shah Alam Stadium Shah Alam, Malaisie                |                                                      |
| 22:00 heure locale | Yoon Jong-hwan 21e | (1 - 1) | al-Dosari 39e | Spectateurs : 35 000 Arbitrage : Sidi Békaye Magassa | Spectateurs : 35 000 Arbitrage : Sidi Békaye Magassa |
| 22:00 heure locale | Seo Dong-myung 28e - Kim Hyun-soo (en), Lee Sang-hun, Cho Jong-hwa (ko) 23e, Park Choong-kyun - Choi Sung-yong, Lee Kyung-soo (en) ( 71e Lee Ki-hyung), Choi Yoon-yeol (en) - Woo Sung-yong (en) ( 59e Chung Sang-nam (en)), Yoon Jong-hwan, Lee Won-shik (en) ( 35e Choi Yong-soo 40e) | Équipes | al-Sadiq - al-Rashaid 85e, al-Marzouk (en), Zubromawi, al-Jahani - al-Dosari 45e, al-Harbi, al-Owairan, al-Shahrani - al-Gahtani 66e, Bin-Isa | Spectateurs : 35 000 Arbitrage : Sidi Békaye Magassa | Spectateurs : 35 000 Arbitrage : Sidi Békaye Magassa |

| 4ème journée                    | Kazakhstan | 1 - 2   | Corée du Sud | Shah Alam Stadium Shah Alam, Malaisie            |                                                  |
| 19 mars 1996 20:00 heure locale | Grokhovsky (en) 2e | (1 - 0) | Lee Ki-hyung 59e · Woo Sung-yong (en) 88e | Spectateurs : 30 000 Arbitrage : Jamal Al Sharif | Spectateurs : 30 000 Arbitrage : Jamal Al Sharif |
| 19 mars 1996 20:00 heure locale | Yektorov 84e - Orlov 31e ( 75e Maslyonov), Familtsev (en) 68e, Gumar (en), Galchenko 90e - Klishin (en) ( 61e Zheylitbaev (ru)), Niyazymbetov, Kotov, Yablochkin (en) ( 60e Egorov) - Litvinenko (en), Grokhovsky (en) | Équipes | Seo Dong-myung - Kim Hyun-soo (en), Lee Sang-hun, Park Choong-kyun, Lee Ki-hyung, Choi Yoon-yeol (en) 71e - Choi Sung-yong, Chung Sang-nam (en), ( 46e Woo Sung-yong (en) 90e), Yoon Jong-hwan - Cho Hyun-doo (en) ( 46e Lee Won-shik (en)), Lee Woo-young (en) | Spectateurs : 30 000 Arbitrage : Jamal Al Sharif | Spectateurs : 30 000 Arbitrage : Jamal Al Sharif |

| 19 mars 1996       | Chine | 1 - 1   | Arabie saoudite | Shah Alam Stadium Shah Alam, Malaisie |                      |
| 22:00 heure locale | Tan Ende (en) 75e | (0 - 0) | al-Dosari 53e | Spectateurs : 30 000                  | Spectateurs : 30 000 |
| 22:00 heure locale | Sun Gang - Li Ming (en), Zhu Qi (it), Zhang Enhua , Liu Yue (en) - Sun Jianjun, Yao Xia (en) ( 25e Zhou Ning (en)), Yu Genwei ( 46e Wu Chengying ( 72e Zhuang Yi (en))), Peng Weijun (en) - Tan Ende (en), Xie Hui | Équipes | al-Sadiq - al-Jahani, al-Marzouk (en), Zubromawi - al-Harbi, al-Owairan, al-Shahrani, Sulaimani - al-Dosari, al-Gahtani, Bin-Isa | Spectateurs : 30 000                  | Spectateurs : 30 000 |

| 6ème journée                    | Chine | 0 - 3   | Corée du Sud | Stadium Merdeka Kuala Lumpur, Malaisie        |                                               |
| 21 mars 1996 21:00 heure locale | | (0 - 1) | Lee Ki-hyung 35e · Lee Woo-young (en) 57e 67e | Spectateurs : 20 000 Arbitrage : Saïd Belqola | Spectateurs : 20 000 Arbitrage : Saïd Belqola |
| 21 mars 1996 21:00 heure locale | Sun Gang - Zhu Qi (it), Zhang Enhua 65e, Li Ming (en), Liu Yue (en) - Yao Xia (en), Sun Jianjun ( 46e Shen Si (en)), Zhou Ning (en) 44e, Peng Weijun (en) ( 32e Zhuang Yi (en)) - Xie Hui, Tan Ende (en) | Équipes | Seo Dong-myung 60e ( 81e Lee Woon-jae ) - Kim Hyun-soo (en), Lee Sang-hun, Cho Jong-hwa (ko), Lee Ki-hyung 56e, Choi Yoon-yeol (en) - Choi Sung-yong, Woo Sung-yong (en), Yoon Jong-hwan ( 74e Lee Kyung-soo (en)) - Lee Woo-young (en), Choi Yong-soo 54e ( 79e Lee Won-shik (en) 83e) | Spectateurs : 20 000 Arbitrage : Saïd Belqola | Spectateurs : 20 000 Arbitrage : Saïd Belqola |

| 21 mars 1996       | Kazakhstan | 0 - 4   | Arabie saoudite | Shah Alam Stadium Shah Alam, Malaisie          |                                                |
| 21:00 heure locale | | (0 - 2) | Bin-Isa 2e · al-Dosari 36e 56e 64e                                                                                              | Spectateurs : 5 000 Arbitrage : Hossein Asgari | Spectateurs : 5 000 Arbitrage : Hossein Asgari |
| 21:00 heure locale | Rapport |         | | Spectateurs : 5 000 Arbitrage : Hossein Asgari | Spectateurs : 5 000 Arbitrage : Hossein Asgari |
| 21:00 heure locale | Yektorov - Gumar (en), Maslyonov, Konstantin, Niyazymbetov - Klishin (en), Litvinenko (en), Grokhovsky (en), Egorov - Avdeev (en), Yablochkin (en) | Équipes | al-Sadiq - al-Rashaid, al-Marzouk (en), al-Waked, Zubromawi - al-Harbi, al-Owairan, al-Dosari, al-Massari - al-Gahtani, Bin-Isa | Spectateurs : 5 000 Arbitrage : Hossein Asgari | Spectateurs : 5 000 Arbitrage : Hossein Asgari |

#### Demi-finales
| Équipe 1     | Résultat | Équipe 2        |
| ------------ | -------- | --------------- |
| Japon        | 2 - 1    | Arabie saoudite |
| Corée du Sud | 2 - 1    | Irak            |

##### Détail des rencontres
| 24 mars 1996       | Japon                                                                                    | 2 - 1   | Arabie saoudite | Shah Alam Stadium Shah Alam, Malaisie |                                 |
| 20:00 heure locale | Maezono 4e 58e                                                                           | (1 - 0) | al-Dosari 77e | Arbitrage : Mohd Nazri Abdullah       | Arbitrage : Mohd Nazri Abdullah |
| 20:00 heure locale | Kawaguchi - Shirai, Suzuki, Tanaka, Uemura - Hattori, Maezono , Ito, Endō, Hironaga - Jo | Équipes | al-Sadiq - al-Jahani, al-Marzouk (en), Zubromawi , al-Rashaid - al-Harbi, al-Owairan, al-Dosari, al-Massari - al-Gahtani, Bin-Isa | Arbitrage : Mohd Nazri Abdullah       | Arbitrage : Mohd Nazri Abdullah |

| 24 mars 1996       | Corée du Sud | 2 - 1   | Irak | Shah Alam Stadium Shah Alam, Malaisie             |                                                   |
| 22:15 heure locale | Choi Yong-soo 19e 30e | (2 - 0) | Salem (en) 89e | Spectateurs : 30 000 Arbitrage : Pirom Un-Prasert | Spectateurs : 30 000 Arbitrage : Pirom Un-Prasert |
| 22:15 heure locale | Rapport |         | | Spectateurs : 30 000 Arbitrage : Pirom Un-Prasert | Spectateurs : 30 000 Arbitrage : Pirom Un-Prasert |
| 22:15 heure locale | Lee Woon-jae - Kim Hyun-soo (en), Lee Sang-hun ( 31e Park Choong-kyun), Cho Jong-hwa (ko), Lee Ki-hyung - Choi Sung-yong, Choi Yoon-yeol (en), Lee Kyung-soo (en) - Woo Sung-yong (en) ( 39e Lee Woo-young (en) 52e), Yoon Jong-hwan, Choi Yong-soo | Équipes | Abbas ( 42e Naser ) - Alewi ( 46e Obeid (en)), Sabbar (en), Saadoun (en) , Salem (en) - Ali ( 69e Salam Jafar Akal), Wahaib (en), Chathir (en), Alwan - Mahmoud (en), Fawzi | Spectateurs : 30 000 Arbitrage : Pirom Un-Prasert | Spectateurs : 30 000 Arbitrage : Pirom Un-Prasert |

#### Match pour la troisième place
| Équipe 1        | Résultat | Équipe 2 |
| --------------- | -------- | -------- |
| Arabie saoudite | 1 - 0 ap | Irak     |

##### Détail de la rencontre
| 27 mars 1996       | Arabie saoudite | 1 - 0 a. p.    | Irak | Shah Alam Stadium Shah Alam, Malaisie |                      |
| 20:00 heure locale | al-Rashaid 97e | (0 - 0, 0 - 0) | | Spectateurs : 30 000                  | Spectateurs : 30 000 |
| 20:00 heure locale | al-Sadiq - al-Jahani, al-Marzouk (en), Zubromawi , al-Rashaid - al-Harbi, al-Dosari, al-Massari, al-Ghamdi, al-Owairan - Bin-Isa | Équipes        | Naser - Sabbar (en) , Salem (en) , Obeid (en) ( 55e Wahaib (en)), Chathir (en) - Akal ( 80e Fawzi), Alwan, Mahmoud (en), Lewis - Ali, Issa | Spectateurs : 30 000                  | Spectateurs : 30 000 |

#### Finale
| Équipe 1 | Résultat | Équipe 2     |
| -------- | -------- | ------------ |
| Japon    | 1 - 2    | Corée du Sud |

##### Détail de la rencontre
| 27 mars 1996       | Japon | 1 - 2   | Corée du Sud | Shah Alam Stadium Shah Alam, Malaisie            |                                                  |
| 22:15 heure locale | Jo 80e | (0 - 0) | Lee Sang-hun 79e · Choi Yong-soo 82e (pen.) | Spectateurs : 50 000 Arbitrage : Jamal Al Sharif | Spectateurs : 50 000 Arbitrage : Jamal Al Sharif |
| 22:15 heure locale | Kawaguchi - Shirai, Tanaka, Uemura, Suzuki 81e ( 87e Matsubara) - Hattori ( 85e Michiki), Ito, Morioka ( 55e Nakata), Maezono, Hironaga - Jo | Équipes | Seo Dong-myung - Kim Hyun-soo (en), Lee Sang-hun, Park Choong-kyun 37e, Choi Sung-yong - Lee Ki-hyung, Choi Yoon-yeol (en), Lee Kyung-soo (en) - Lee Woo-young (en) ( 76e Lee Won-shik (en)), Yoon Jong-hwan, Choi Yong-soo | Spectateurs : 50 000 Arbitrage : Jamal Al Sharif | Spectateurs : 50 000 Arbitrage : Jamal Al Sharif |